# Upland, Kalifornien
Upland är en stad (city) i San Bernardino County, i delstaten Kalifornien, USA. Enligt United States Census Bureau har staden en folkmängd på 74 837 invånare (2011) och en landarea på 40,4 km².